# NGC 2235
NGC 2235 ist eine elliptische Galaxie vom Hubble-Typ E2 im Sternbild Dorado am Südsternhimmel. Sie ist schätzungsweise 363 Millionen Lichtjahre von der Milchstraße entfernt und hat einen Durchmesser von etwa 85.000 Lj.

Im selben Himmelsareal befinden sich u. a. die Galaxien NGC 2228, NGC 2229, NGC 2230, NGC 2233.
Das Objekt wurde am 30. November 1834 von John Herschel entdeckt.